# San Félix de la Valdería
San Félix de la Valdería es una localidad del municipio de Castrocalbón, en la provincia de León, comunidad autónoma de Castilla y León (España).

## Situación
Se encuentra al este de Calzada de la Valdería y al oeste de Felechares de la Valdería.

## Evolución demográfica
| 2000 | 2001 | 2002 | 2003 | 2004 | 2005 | 2006 | 2007 | 2008 | 2009 | 2010 | 2011 | 2012 | 2013 |
| 160  | 160  | 145  | 143  | 139  | 134  | 139  | 140  | 139  | 129  | 127  | 121  | 123  | 131  |

## Fiestas
Las fiestas patronales de San Félix se celebran el 30 y 31 de agosto, además se celebra San Antonio de Padua el 13 y 14 de junio, con su respectivo cantar.